# 富國路 (高雄市)
富國路（Fuguo Rd.）為高雄市左營區的南北向道路。起端為新莊仔路，末端為大順一路。

## 行經行政區域
- 左營區

## 沿線設施
- 高雄市左營區新莊國民小學
- 新庄仔青雲宮
- 西堤牛排高雄富國店
- 安泰商業銀行北高雄分行
- 富國公園
- 富國立體停車場
- 小北百貨富國店（籌備中）
- 全聯福利中心左營富國店
- 龍華公有市場
- 義享天地

### 鄰近商圈
- 裕誠商圈
- 漢神巨蛋商圈

## 公共自行車
- 高雄市公共自行車租賃系統：
  - 裕誠富國路口(路口二處)：裕誠路/富國路口(路口二處)
  - 富國公園：富國路292號(旁公園人行道)
  - 明誠富國路口東北側：明誠二路368號(前人行道)
  - 至聖富國路口：至聖路/富國路口(東北側)

## 相關連結
- 高雄市主要道路列表